# Mustafa Şentop

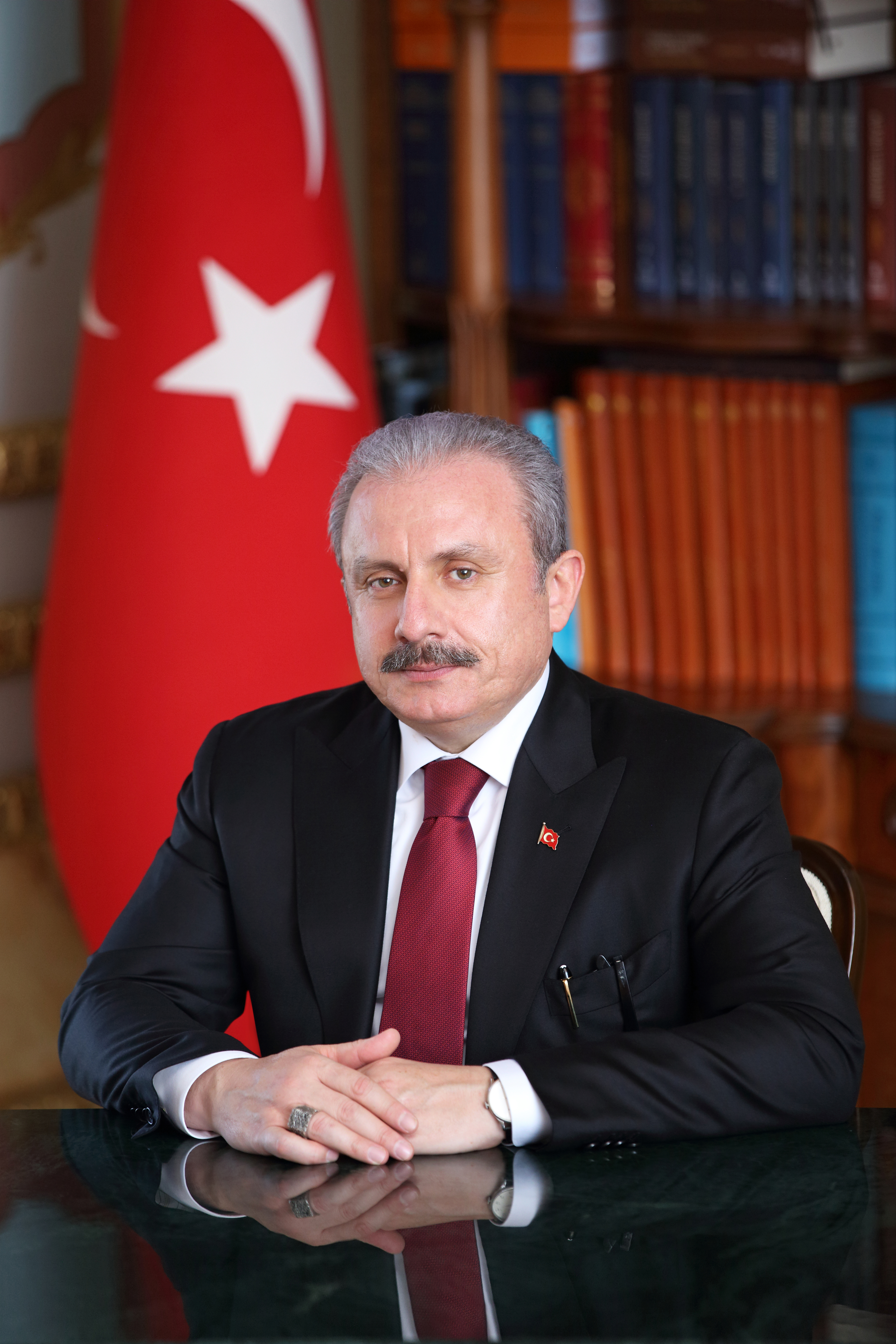
Mustafa Şentop (2020)

Mustafa Şentop (Tekirdağ , 1968) is een Turks politicus en de 29e voorzitter van het parlement van Turkije. Als voorzitter volgde hij partijgenoot Binali Yıldırım op. Hij is een afgevaardigde uit Istanboel voor de Partij voor Rechtvaardigheid en Ontwikkeling en diende als vice-voorzitter van de partij tussen 2012 en 2015.